# Jan Boerma (burgemeester)
Jan Heinrich Boerma (Amsterdam, 28 januari 1905 – Groningen, 3 maart 1964) was een Nederlands politicus.
Hij werd geboren als zoon van Egbert Boerma (1878-1963) en Hinderika Muller (1879-1947). Hij was eerste ambtenaar ter secretarie in Aduard voor hij in 1946 benoemd werd tot burgemeester van Oldekerk. In november 1961 werd hij met ziekteverlof gezonden nadat een onderzoek was ingesteld naar de gemeente-architect van Grootegast. Een maand later werd Boerma ongevraagd ontslag verleend. In 1962 volgde een veroordeling tot een voorwaardelijke gevangenisstraf van zes maanden voor onder andere verduistering van gemeentegelden. Begin 1964 overleed hij op 59-jarige leeftijd.